# UEFA Champions League 2006/07 (1/8 finale) Chelsea - Porto
Deze pagina is een subpagina van het artikel UEFA Champions League 2006/07. Hierin wordt de wedstrijd in de 1/8 finale tussen Chelsea FC en FC Porto gespeeld op 6 maart nader uitgelicht.

## Wedstrijdgegevens
| Datum                | 6 maart 2007                                  | 6 maart 2007                                  |
| Stadion              | Stamford Bridge, Londen                       | Stamford Bridge, Londen                       |
| Toeschouwers         | 39.041                                        | 39.041                                        |
| Scheidsrechter       | Roberto Rosetti ITA                           | Roberto Rosetti ITA                           |
| Assistenten          | Alessandro Stagnoli ITA Cristiano Copelli ITA | Alessandro Stagnoli ITA Cristiano Copelli ITA |
| Vierde man           | Andrea De Marco ITA                           | Andrea De Marco ITA                           |
| Man van de wedstrijd | Arjen Robben (Chelsea FC)                     | Arjen Robben (Chelsea FC)                     |
|                      | Chelsea                                       | Porto                                         |
| Doelpunten           | 2                                             | 1                                             |
| Gele kaarten         | 2                                             | 3                                             |
| Rode kaarten         | 0                                             | 0                                             |
| Wissels              | 3                                             | 3                                             |
| Schoten op doel      | 3                                             | 2                                             |
| Schoten naast doel   | 9                                             | 0                                             |
| Overtredingen        | 17                                            | 18                                            |
| Hoekschoppen         | 5                                             | 0                                             |
| Buitenspel           | 0                                             | 3                                             |
| Strafschoppen        | 0                                             | 0                                             |
| Balbezit (tijd)      | 34 min                                        | 25 min                                        |
| Balbezit (%)         | 57%                                           | 43%                                           |

| Chelsea FC | 2-1            | FC Porto |
| 48' Arjen Robben 79' Michael Ballack | goals (assist) | 15' Ricardo Quaresma |
| José Mourinho | coach          | Jesualdo Ferreiria |
| Petr Čech Ashley Cole Claude Makélélé ( 46') Michael Essien Ricardo Carvalho Andrij Sjevtsjenko ( 84') Frank Lampard Didier Drogba Michael Ballack Arjen Robben Lassana Diarra ( 66') | Opstellingen   | Helton Richardo Costa Pepe Marek Čech ( 56') Ricardo Quaresma Lucho González Lisandro López ( 82') Fucile Bruno Alves Raul Meireles ( 56') Paulo Assunção |
| John Obi Mikel ( 46') Paulo Ferreira ( 66') Salomon Kalou ( 84') | Wissels        | Ibson ( 56') Adriano ( 56') Bruno Moraes ( 82') |
| 16' Arjen Robben 61' Lassana Diarra | gele kaarten   | 58' Ricardo Quaresma 83' Fucile 87' Adriano |
| | rode kaarten   | |

## Nabeschouwing
Dankzij deze overwinning kwalificeerde Chelsea FC zich voor de derde keer in vier jaar voor de kwartfinales van de Champions League